# 柳州市第二中学
柳州市第二中学（Liuzhou No.2 High School），位于广西壮族自治区柳州市，创建于1941年，前身为柳江县立国民中学。曾六次易名，原地处城中区映山街（占地18亩），2016年迁至官塘新校区（占地348亩）。
1979年被定为柳州市重点中学，2003年被评为广西壮族自治区第二批示范性普通高中。2005年荣获“全国依法治校示范校”称号，2006年荣获“柳州市最具影响力十大品牌”称号。

## 历史沿革
民国二十九年（1940年）9月，民国时期广西省政府决议创办“柳江县立国民中学”，柳江县筹备局（主委员为柳江县长朱瑞元）考察后选址“柳江县思贤乡木罗村”，二层小楼至木罗山脚一片为“柳江县立国民中学”原址所在地。
民国三十年（1941年）2月6日，“柳江县立国民中学”宣告成立，广西省政府任命董咸熙为首任校长，临时校址暂定柳江县府黉学（映山街65号原柳州二中），共招三个班180人，4月4日正式开学。故建校时间定为1941年。当时的校园，校门朝南，中间圆形水池，四周花圃菜地，在校园内可看见柳江河南岸的马鞍山。
民国三十二年（1943年）11月15日，柳江县立国民中学在柳江县思贤乡木罗村木罗山下举行新校舍落成庆典，社会各界庆祝者众多，极一时之盛，全校师生当日迁入新校址上课。故校庆日定为11月15日。
民国三十三年（1944年）6月，日军进攻长沙，动摇湘桂。奉上级令学校停课。11月柳州沦陷，不少师生参加抗日战斗，木罗村新建校园被日军纵火焚烧。校舍（教室、宿舍、图书室、办公室、实验室等，建筑面积3000平米）全部夷为废墟。
民国三十四年（1945年）7月，柳州光复，学生又回到柳江县府黉学复课，并当年新建二层教学楼一栋。此后，柳江县府黉学便成为“柳江县立国民中学”永久校址。
民国三十五年（1946年）3月，学校第一次易名“柳江县立初级中学”。
民国三十六年（1947年）1月，柳江县立初级中学是中共柳州特支特派员驻地，建校初期中共地下党许多党员及进步教师先后在校教书、进行革命活动，吴师光为特派员，丘铮为副特派员。
民国三十七年（1948年）4月，学校第二次易名“柳江县立初级第一中学”。
民国三十八年（1949年）11月25日，柳州解放。
1950年2月，学校第三次易名“柳州市第一初级中学”。郭伟杰为1949年后首任校长。
1953年10月，柳州（私立）光明中学停办，全校师生全部转入柳州市第一初级中学，学校规模扩大16个班，学生达800多人。
1954年10月，中共柳州市第一初级中学支部成立，张炳荣首任党支部书记（在此之前柳州市一初中、二初中合为一个支部）。
1955年5月，学校成立共青团柳州市第一初级中学总支部，教师刘有谋任团总支书记。
1958年8月，学校第四次易名“柳州市第二中学”，成为初、高中完全中学。1958年底至1960年学校先后建三栋教学楼。
1960年4月，学校荣获“全国民兵先进单位”，学生民兵营长明在富出席全国民兵代表大会，荣获中央军委嘉奖新式自动步枪一支和持枪荣誉证（全体民兵代表每人发一支56式半自动步枪，文革期间学校将此枪交予市武装部）。
1960年5月，学校成立成立共青团柳州市第二中学团委会，教师屈超群由团总支书记接任团委副书记。
李家辉校长任编导、指挥，组建柳州市教职工合唱团到北京参加“全国职工文艺汇演”。
1960年6月，学校荣获“全国教育先进单位”，李家辉校长出席“全国文教群英会”。刘少奇、周恩来、朱德、宋庆龄、董必武、邓小平等出席开幕式，并与全体代表合影留念。大会奖给每位代表一枚有毛主席浮雕像的奖章和《毛泽东选集》(1—4卷)一套，一支特制的“英雄100号”金笔和一本纪念册。
1960年7月，学校第五次易名“柳州市景行中学”，由“柳州市二中”、“景行路小学”、“公园路幼儿园”三校组合成“一条龙”学校。
1961年，学校开办高中，学校第六次易名复名恢复“柳州市第二中学”校名。
1965年8月，柳州二中首个学生邓小雪考入清华大学农业机械系汽车、拖拉机制作专业，毕业后留校在热能工程系任教，评为清华大学优秀教师。
1972年，“全国青少年田径运动会”在柳州举行，唐国柱老师任总指挥、总教练，学校800多名学生参加开幕式团体体操表演，气势磅礴，非常壮观。
1966年至1976年“文革”期间，学校由校革委会领导。
1977年，工宣队撤离学校，结束校革委会的领导。
1978年7月，学校在恢复高考后，首战大捷，取得突出成绩，其中清华大学：李年昌、彭凌，北京大学：左为能、黄超然，中国科学技术大学：董伟球。学校师生上街游行庆祝、佩戴红花、敲锣打鼓、热闹非凡，轰动龙城。当年学校被定为柳州市重点中学。
1984年，学校在全市率先开展学生军政训练。学校先后在城中区武装部、陆军雷达营、海军91436部队、北弓军训基地等开展军训。学校与海军91436部队从1990年至今保持军（警）民共建关系，分别多次获市军（警）民共建先进单位。
1985年，恢复工会组织，建立教职工代表大会（教代会）制度。
1989年，举办首届校园文化艺术节。一年一度的艺术节形式多样、内容与时俱进、一届一主题，学生参与面广，充分发挥学生的主创精神。主要内容为两大块：文艺汇演、美术创作。
1990年，举办首届校园体育节，一年一度的体育节结合校园面积小的实际，适当减少田径项目，开展多项趣味体育比赛、更多体现班级团队精神。同时促进了课外体育活动的蓬勃发展。迁入新校园各项体育设施齐全，给同学们营造了更好更大的施展空间。
1992年，以高中五名男排队员为主的柳州市高中男子排球队（共八人）代表广西出访日本熊本县高中学校并进行友谊比赛。
1996年，高考学校文科（全区第16位）理科（全区第11位），文理科双双进入全区16强。
1997年，荣获“全国群众体育先进集体”、广西先进体育传统项目学校（排球）。
1998年，实行初、高中分离，成为完全高中。当年高考谢文彬、李庆祺分获得全区原始分理科第一名、第三名，分别录取清华大学、北京大学。
2000年，进入新世纪，学校整体环境改造、新建综合楼、铺设塑胶跑道、校门南移（朝南），立“奋飞”雕塑，校容校貌焕然一新。
2001年，学校荣获“自治区文明单位”、“自治区科技教育示范学校”。
2002年，举办首届校园科技节，一年一度的科技节以“趣味、科学、力量”为宗旨，使科普教育更具实效性，已成为学校办学的一条特色之路。
2003年，被评为“广西示范性普通高中”、“全国班主任专业化学校”。
2004年，建立中共柳州二中总支委员会，宫家敏首任党总支书记。
2005年，荣获“全国依法治校示范校”称号、全国中华传统美德教育“优秀实验单位”。
2006年，荣获“柳州市最具影响力十大品牌”称号。
2007年，被评为“全国中华传统美德优秀示范学校”。
2008年，获自治区“卫生优秀学校”。
2010年，通过“广西示范性普通高中”的评估验收。
2013年，学校化学组获“广西优秀中学化学教研团队”称号。
2014年，举办“全国思维导图研讨会”。
2015年，学校生物组为教学改革“生物学科实验与研究基地”。
2016年，学校迁入官塘新校园。各年代学生纷纷自行组织回映山街二中母校参观、回忆、合影留念。
2016年11月，举行WTRA国际青少年机器人公开赛中国区选拔赛，来自各省市共1200多人参加选拔赛。英国、澳大利亚、台湾、香港的“机器人”国际委员及中科院领导莅临活动开幕式，市教育局姚尹意局长到场致辞。

## 文化传统

### 校训
知恩明德　 立志图强

### 校风
诚信厚德　 睿智创新

### 教风
博学挚爱　 严谨求真

### 学风
尊师乐学　 善思善学

### 教育理念
为学生的终身发展奠基，为社会的文明进步育人。

### 校歌
《柳州二中之歌》

龙城巍巍柳江溶溶，壮乡绽放着映山红，

沐浴着春风雨露，党的阳光，

花儿朵朵姹紫嫣红，勤奋团结，

求实创新，柳州二中，桃李芬芳，

飞燕迎风，人才辈出天天展新容。

走进二中迈向成功，校园培育着傲雪松，

成长在科学的沃土，爱的阳光，

树儿棵棵郁郁葱葱，奠基人生，

育人为重，扬名桂中，祖国重托，

牢记心中，扬帆远航年年立新功。

扬帆远航我们立新功。

## 组织机构

### 历任校长
| 姓名   | 职务                                   | 任职时间                |
| ------ | -------------------------------------- | ----------------------- |
| 董咸熙 | 校长                                   | 1941年2月至1947年7月    |
| 刘冠群 | 校长                                   | 1947年7月至1948年5月    |
| 陈尊五 | 校长                                   | 1948年8月至1949年7月    |
| 翟辉伯 | 校长                                   | 1949年8月至1949年12月   |
| 郭伟杰 | 校长                                   | 1950年1月至1950年8月    |
| 梁体方 | 副校长                                 | 1950年2月至1950年8月    |
| 魏斗英 | 校长                                   | 1950年8月至1952年2月    |
| 梁锡吟 | 校长                                   | 1952年2月至1953年7月    |
| 曾公朗 | 校长                                   | 1953年7月至1955年8月    |
| 陆万观 | 副校长                                 | 1953年7月至1954年9月    |
| 张炳荣 | 副校长                                 | 1954年10月至1955年8月   |
| 张炳荣 | 校长                                   | 1955年8月至1957年10月   |
| 阙之杰 | 副校长                                 | 1956年9月至1958年8月    |
| 叶超群 | 副校长                                 | 1956年10月至1958年2月   |
| 李家辉 | 校长                                   | 1957年12月至1966年2月   |
| 韦香草 | 副校长                                 | 1958年9月至1968年9月    |
| 赵增章 | 革委主任（军宣）                       | 1968年10月至1969年2月   |
| 陈礼正 | 革委副主任                             | 1968年10月至1973年3月   |
| 陈伯记 | 革委副主任（工宣）                     | 1968年10月至1969年2月   |
| 朱耀元 | 革委副主任（工宣）                     | 1968年10月至1969年2月   |
| 李义春 | 革委主任（军宣）                       | 1969年3月至1969年11月   |
| 史宝钧 | 革委副主任（工宣）                     | 1969年3月至1969年10月   |
| 冯家浩 | 革委副主任（工宣）                     | 1969年3月至1969年11月   |
| 姜智明 | 革委主任（军宣）                       | 1969年11月至1973年3月   |
| 蒙绍坚 | 革委副主任（工宣）                     | 1969年11月至1970年3月   |
| 卫占亨 | 革委副主任                             | 1972年1月至1979年1月    |
| 尹振雄 | 革委副主任（工宣）                     | 1972年7月至1974年10月   |
| 陈礼正 | 革委主任                               | 1973年3月至1978年8月    |
| 谢瑞辉 | 革委副主任                             | 1972年10月至1974年5月   |
| 邓开炎 | 革委副主任                             | 1974年9月至1978年8月    |
| 邓开炎 | 革委主任                               | 1978年8月至1978年12月   |
| 邓开炎 | 校长                                   | 1978年12月至1984年8月   |
| 邓锦豪 | 副校长                                 | 1978年12月至1991年9月   |
| 韦香草 | 副校长                                 | 1978年12月至1984年8月   |
| 林恒庆 | 副校长                                 | 1980年11月至1984年8月   |
| 叶小青 | 校长                                   | 1984年9月至1984年8月    |
| 杨文亮 | 副校长                                 | 1984年9月至1986年6月    |
| 王应梁 | 副校长                                 | 1986年8月至1999年5月    |
| 邓锦豪 | 校长                                   | 1991年9月至2001年3月    |
| 宫家敏 | 副校长                                 | 1993年4月至1994年4月    |
| 陈绍宽 | 副校长                                 | 1991年11月至2000年2月   |
| 冯水生 | 副校长                                 | 1994年5月至2004年12月   |
| 程卓   | 校长                                   | 2001年3月至2003年12月   |
| 彭剑   | 副校长                                 | 2001年6月至2003年12月   |
| 彭剑   | 校长                                   | 2004年1月至2008年3月    |
| 周健   | 副校长                                 | 2001年12月至2009年2月   |
| 吴海鹰 | 副校长 (2010.3—2011.9兼任柳城中学校长) | 2004年5月至2016年9月    |
| 宫家敏 | 代校长                                 | 2008年3月至2009年3月    |
| 梁树颖 | 校长                                   | 2009年2月至2017年9月    |
| 覃卫东 | 副校长 (2014.9—2017.9兼任鹿寨中学校长) | 2009年2月至2017年9月    |
| 郑文勇 | 副校长                                 | 2009年2月至2013年4月    |
| 石欣   | 副校长                                 | 2009年7月至今           |
| 李文宁 | 副校长                                 | 2013年4月至今           |
| 曾懿   | 副校长                                 | 2013年4月至2019年7月5日 |
| 蒋小琼 | 副校长                                 | 2016年9月至今           |
| 覃卫东 | 校长                                   | 2017年9月至今           |
| 李逊   | 副校长                                 | 2017年11月至今          |

### 历任书记
| 姓名         | 职务                 | 任职时间               |
| ------------ | -------------------- | ---------------------- |
| 张炳荣       | 党支部书记           | 1954年10月至1957年10月 |
| 黄秀颖       | 党支部书记           | 1957年10月至1958年3月  |
| 颜国梁       | 党支部副书记         | 1957年10月至1958年3月  |
| 李家辉       | 党支部书记           | 1958年3月至1962年11月  |
| 李树清       | 党支部副书记         | 1960年9月至1961年7月   |
| 马肇清       | 党支部书记           | 1962年12月至1963年4月  |
| 李家辉       | 党支部书记           | 1963年4月至1966年2月   |
| 陈礼正（代） | 党支部书记           | 1966年2月至1968年10月  |
| 李义春       | 党建组长（军宣）     | 1969年4月至1969年11月  |
| 史宝钧       | 党建副组长（工宣）   | 1969年4月至1969年10月  |
| 姜智明       | 党支部书记（军宣）   | 1969年12月至1973年2月  |
| 陈礼正       | 党支部书记           | 1973年2月至1978年8月   |
| 尹振雄       | 党支部副书记（工宣） | 1973年4月至1974年10月  |
| 王世清       | 党支部副书记（工宣） | 1975年6月至1976年11月  |
| 王国政       | 党支部副书记（工宣） | 1977年8月至1977年12月  |
| 邓开炎       | 党支部书记           | 1978年9月至1993年7月   |
| 林恒庆       | 党支部副书记         | 1980年11月至1984年8月  |
| 邓锦豪       | 党支部书记           | 1993年8月至1994年12月  |
| 宫家敏       | 党支部副书记         | 1994年4月至2000年11月  |
| 宫家敏       | 党支部书记           | 2000年11月至2004年11月 |
| 宫家敏       | 党总支书记           | 2004年11月至今         |

## 知名校友
- 韦章平：原广西壮族自治区人大副主任
- 敖继发：原广西建筑设计院副总工程师
- 陈绪华：原广西壮族自治区农业厅副厅长
- 廖剑鸣：原柳州市委党校校长
- 何昆志：原昆明市副市长
- 张祥麟：原桂林中学校长
- 康成禧：原柳州市政协副主席
- 宋福明：原南宁市市长
- 朱荣：原广西社科院副院长、研究员
- 周菊英：原广西壮族自治区妇联主席
- 李松仁：中南工大博士生导师、教授
- 李明初：原中国人民银行广西分行行长
- 龙繁新：原中山大学昆虫学研究所研究室主任
- 陈柏奇：原湖北荆门热电厂副厂长、教授级高级工程师
- 汤漾：原柳州画院院长、著名画家
- 刘政豪：原广西壮族自治区公安厅副厅长
- 于开金：原广西壮族自治区新闻出版局局长
- 吴集成：原柳州市委书记
- 徐伟崇：原柳州市政协副主席
- 温其辉：柳州市政协副主席
- 朱芳雨：国家男篮主力队员
- 张艺宝	2007年国际中学生足球机器人大赛冠军
- 朱思丽：2010年柳州市首届“十大文明形象大使”
- 赵晓艳：2010年柳州市首届“十大文明形象大使”

## 相关链接
- 柳州市第二中学官方网站 （页面存档备份，存于）